# Cubalibre
El cubalibre es un cóctel cubano resultante de la mezcla del refresco de cola con ron y jugo o zumo de limón. Generalmente producido a base de ron añejo, bebida de cola, limón, sal, agua mineral y azúcar. En México se le llama solo cuba y en España se le conoce con idéntico término, «cubalibre», aunque coloquialmente se refiere a él como cubata (en algunas regiones del país estos dos vocablos, cubalibre y cubata, se ha ampliado a cualquier bebida resultante de mezclar refrescos y bebidas alcohólicas de alta graduación). Por su parte, en Chile se le conoce como roncola.

## Características
La receta más clásica consiste en poner en un vaso varios cubos de hielo, añadir 10 ml de ron oro o añejo (el blanco se aleja de la receta clásica de Bacardi Oro y da menos sabor) y terminar de completar el vaso con refresco de cola. Finalmente se añaden unas gotas de lima, preferentemente, aunque a falta de esta se empleará limón y se adorna con una rodaja del mismo cítrico. 
La forma más común de tomarlo es en vaso ancho (en la mayoría de provincias de España se usaba el vaso de tubo, aunque ya se ha generalizado el uso del vaso ancho para este cóctel), acompañado de hielos y una rodaja de limón.

## Denominaciones
La acepción cubata viene de la costumbre española desde la segunda mitad del siglo XX de derivar con el sufijo -ata palabras coloquiales y familiares, como bocata, ordenata, etc., nacidas del humorista Antonio Fraguas, alias Forges. El vocablo roncola utilizado en Chile proviene de la mezcla de los dos ingredientes y también puede ser aplicado en cualquier otro trago, como en el caso de piscola, unión del pisco chileno y refresco de cola. En Perú podemos encontrar el Perú Libre, una bebida que combina refresco de cola con pisco elaborado siguiendo la tradición de este país, integrándose dentro de las variaciones que mezclan licores locales con gaseosas. Esta fórmula se ha extendido a términos similares, tales como la wiskola (con whisky), gin-tonic (gin y tónica) o la tincola (con vino tinto, conocido como jote o calimocho). Incluso, en Venezuela también se prepara la llamada cervecola, combinación de cerveza tipo Pilsen y refresco de cola.

## Historia
El Cuba Libre surge en La Habana (Cuba) alrededor de los años 1901-1902. Las fuerzas norteamericanas que colaboraron con Cuba durante la guerra hispano-estadounidense, mezclaban regularmente ron Bacardí y bebida de cola en un vaso de los utilizados para servir whisky, esta bebida empezó entonces a denominarse Cuba Libre, en honor al grito de batalla de las tropas cubanas.
Un soldado de la época cuenta la siguiente versión:
 "La segunda bebida más popular del mundo nació en una colisión entre Estados Unidos y España. Sucedió durante la Guerra Hispano-estadounidense en el cambio de siglo con Teddy Roosevelt y los Rough Riders. 
Una tarde, un grupo de soldados fuera de servicio desde el cuerpo de señales de Estados Unidos se reunieron en un bar de la Habana Vieja. Donde un joven mensajero Fausto Rodríguez, más tarde recordó que el capitán Louis Walls llegó y ordenó Ron Bacardi (oro), Coca-Cola, un dash de limón y sal, servido en un vaso con hielos. El capitán bebía con tal placer que despertó el interés de los soldados a su alrededor por lo que el barman preparó una ronda de bebida del capitán para ellos. El Ron Bacardí, Coca cola, limón y sal fue un éxito instantáneo, como lo hace hasta el día de hoy, la bebida. Cuando ordenaron otra ronda, un soldado sugirió que se brindara ¡Por Cuba Libre! en celebración de la Cuba recién liberada y en honor al coctel inventado por su capitán".